# Sophronica costipennis
Sophronica costipennis är en skalbaggsart som beskrevs av Stefan von Breuning 1940. Sophronica costipennis ingår i släktet Sophronica och familjen långhorningar. Inga underarter finns listade i Catalogue of Life.